# Pandemonic Incantations
Pandemonic Incantations es el tercer álbum de la banda polaca de black/death metal Behemoth lanzado en 1998. Una edición remasterizada fue lanzada por Metal Mind Records con 6 bonus tracks, 5 pistas en vivo grabadas durante el tour europeo en Toulouse, Francia el 27 de febrero de 1999 y una versión grabada en estudio de "With Spell of Inferno (Mefisto)"

## Lista de canciones
1. "Diableria (The Great Introduction)" – 0:49
2. "The Thousand Plagues I Witness" – 5:16
3. "Satan's Sword (I Have Become)" – 4:17
4. "In Thy Pandemaeternum" – 4:50
5. "Driven by the Five-Winged Star" – 5:05
6. "The Past is Like a Funeral" – 6:41
7. "The Entrance to the Spheres of Mars" – 4:45
8. "Chwała Mordercom Wojciecha (997-1997 Dziesięć Wieków Hańby)" (Solo en versión polaca) – 4:48
9. "Outro" – 0:57

## Lista de canciones remasterizada
1. "Diableria (The Great Introduction)" – 0:49
2. "The Thousand Plagues I Witness" – 5:15
3. "Satan's Sword (I Have Become)" – 4:17
4. "In Thy Pandemaeternum" – 4:51
5. "Driven by the Five-Winged Star" – 5:00
6. "The Past is Like a Funeral" – 6:41
7. "The Entrance to the Spheres of Mars" – 4:47
8. "With Spell of Inferno (Mefisto)" (Bonus track) – 4:38
9. "Chwała Mordercom Wojciecha (997-1997 Dziesięć Wieków Hańby)" – 4:42
10. "Diableria (The Great Introduction)" (En vivo) (Bonus track) – 0:29
11. "The Thousand Plagues I Witness" (En vivo) (Bonus track) – 5:23
12. "Satan's Sword (I Have Become)" (En vivo) (Bonus track) – 4:35
13. "From the Pagan Vastlands" (En vivo) (Bonus track) – 3:40
14. "Driven by the Five-Winged Star" (En vivo) (Bonus track) – 5:08

## Créditos
- Adam "Nergal" Darski - Guitarra, acústica y voces
- Zbigniew Robert "Inferno" Promiński - Batería
- "Mefisto" - Bajo
- Piotr Weltowski (invitado) - Sintetizador

- Datos: Q1929693